# Dampfflugzeug der Brüder Besler

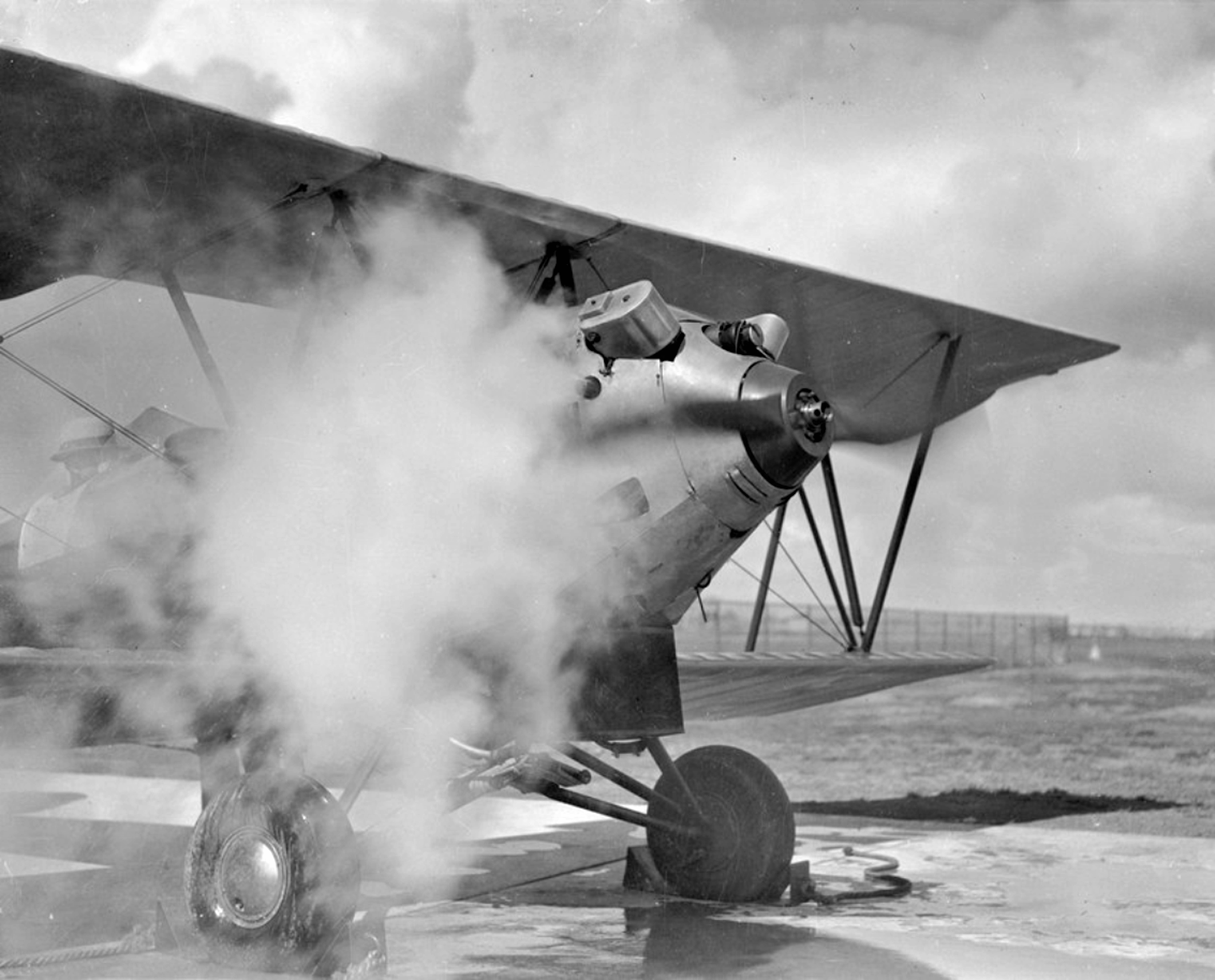
Die umgebaute Travel Air 2000 kurz vor dem Start, 1933

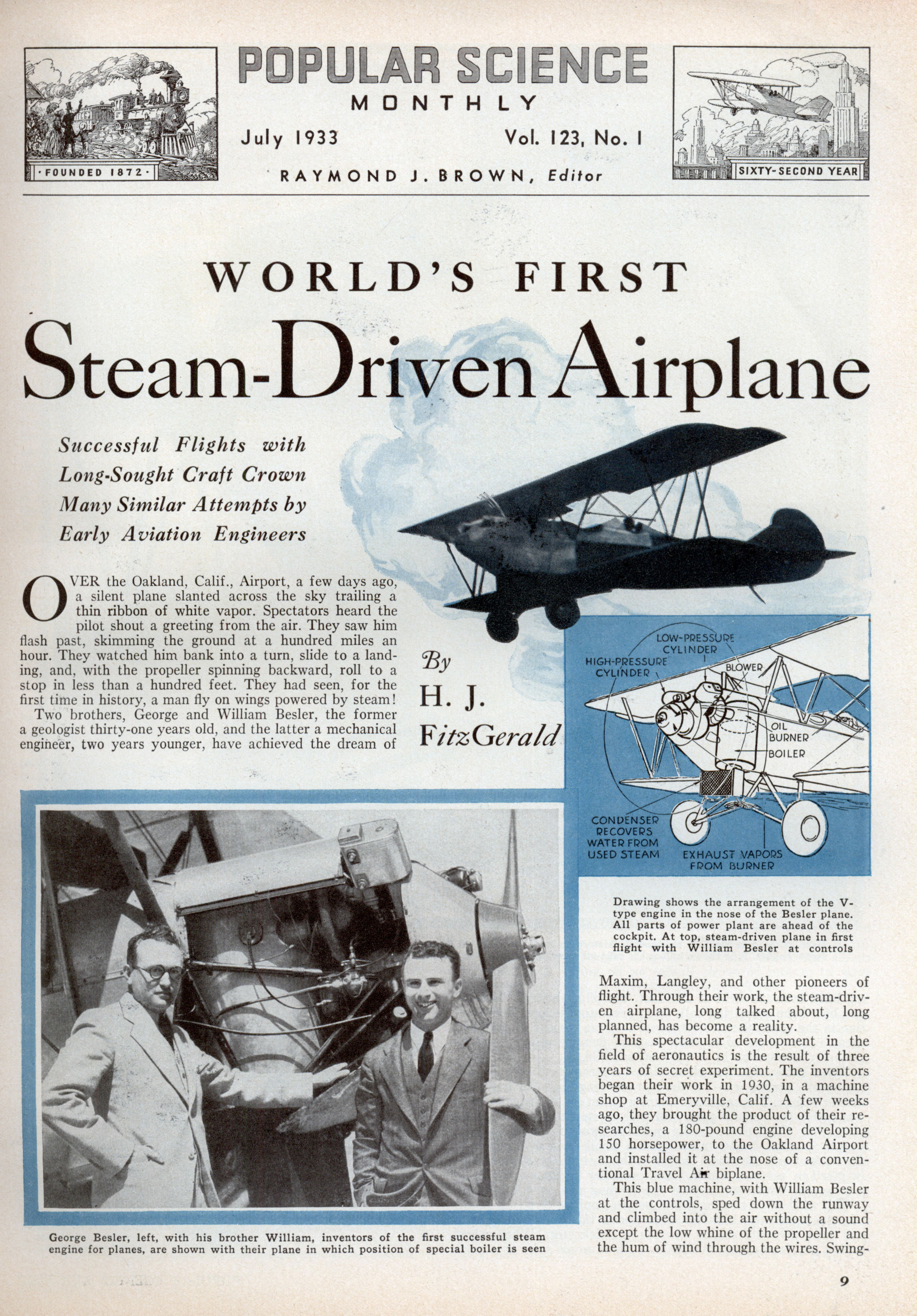
Die Juli-Ausgabe der Popular Science Monthly von 1933

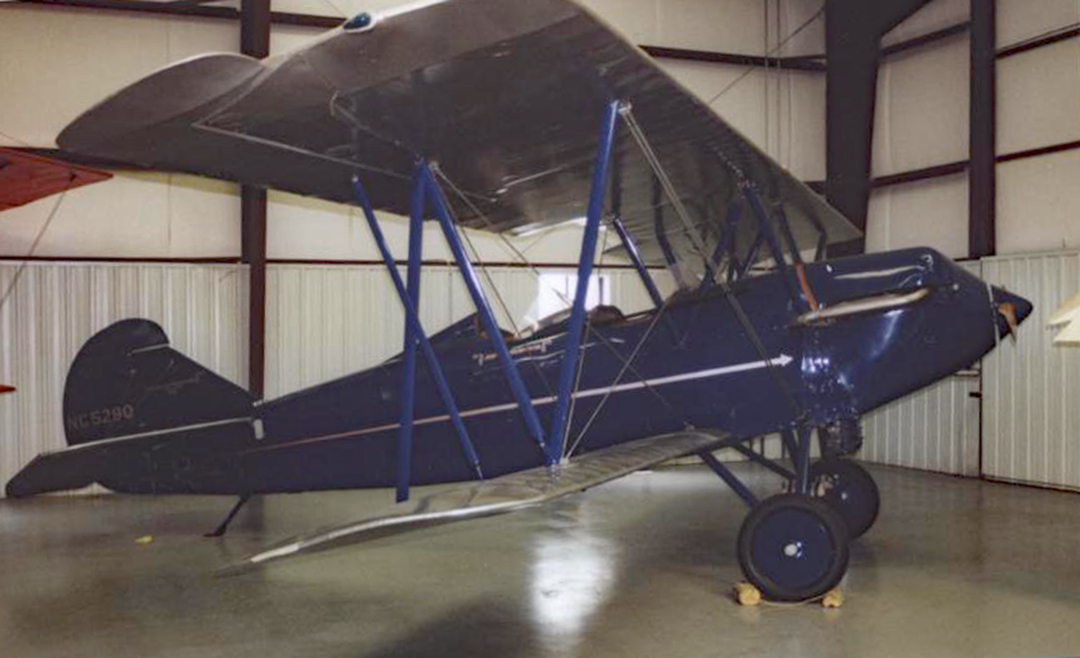
Eine konventionell angetriebene Travel Air 2000 im Historic Aircraft Restoration Museum am Creve Coeur Airport in Maryland Heights, Missouri, 2006

Das Dampfflugzeug der Brüder Besler war ein Flugzeug vom Typ Travel Air 2000, das die Brüder George D. und William J. Besler 1933 auf Dampfmotoranrieb umrüsteten.
Das Flugzeug wurde 1933 auf dem Flugplatz von Oakland, Kalifornien, der Öffentlichkeit mit einem Erstflug vorgestellt. Das Flugzeug war so leise, dass der Pilot im Vorbeiflug in 200 Fuß Höhe mit dem Publikum am Boden kommunizieren konnte.
Der Doppeldecker hatte einen doppeltwirkenden Zwei-Zylinder-V-Zweifachverbund-Dampfmotor mit circa 112 kW (150 hp) bei 1625/min, hergestellt von Doble Steam Motors Company, der circa 250 kg wog. Das Flugzeug benötigte wegen der unmittelbaren Drehrichtungsumkehr des Dampfmotors nur 30 m Landestrecke und hatte somit STOL-Eigenschaften.